# سوسک‌های گیاه‌خوار نرم‌تن
سوسک‌های گیاهخوار نرم‌تن (نام علمی: Artematopodidae) نام یک خانواده از بالاخانواده بهارسوسک‌واران است.